# 게이세이 전철

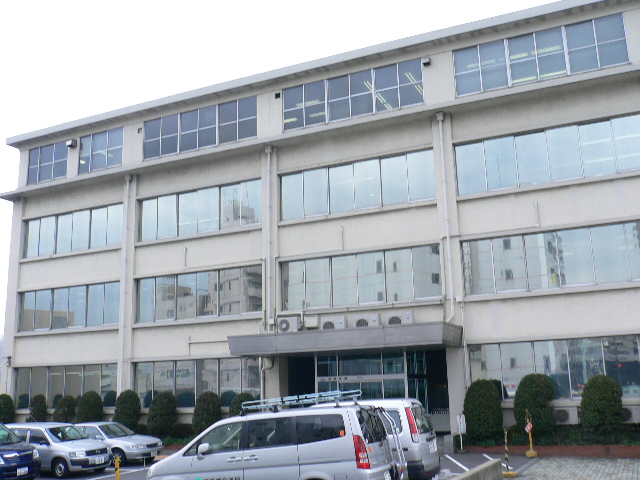
구 본사 (도쿄 도 스미다구)

게이세이 전철 주식회사(일본어: 京成電鉄株式会社, けいせいでんてつかぶしきがいしゃ)는 일본의 철도회사이다. 도쿄도와 지바현에 걸친 노선망을 갖추고 있다.
"게이세이"(京成)라는 명칭은 이 회사의 노선망이 도쿄(東京)와 나리타(成田)를 잇는 것에서 유래했다.

## 역사
- 1909년 6월 30일 - "게이세이 전기궤도"(일본어: 京成電気軌道)로 설립
- 1912년 9월 24일 - 다이샤쿠 인차궤도(일본어: 帝釈人車軌道, 현재의 게이세이 가나마치 선의 일부)를 매입
- 1912년 11월 3일 - 오시아게 역 ~ 이치카와 역(임시), 마가리카네 역 (현재의 게이세이타카사고 역) ~ 시바마타 역이 개업.
- 1913년 10월 21일 - 가나마치 선 전 구간 개업
- 1921년 7월 17일 - 지바 선 전 구간 개업
- 1925년 9월 - 세이소 전기궤도(일본어: 成宗電気軌道)를 매입
- 1930년 4월 25일 - 오시아게 역과 나리타 역이 이어지다
- 1930년 10월 21일 - 쓰쿠바 고속도 전기철도(일본어: 筑波高速度電気鉄道)를 흡수, 합병
- 1931년 12월 19일 - 닛포리 역 ~ 아오토 역 구간 개업
- 1945년 6월 25일 - 명칭을 "게이세이 전철"로 변경
- 1951년 12월 17일 - 전압을 1,500V로 승압 (게이세이우에노 역 ~ 게이세이쓰다누마 역, 오시아게 역 ~ 아오토 역, 게이세이타카사고 역 ~ 게이세이카나마치 역)
- 1952년 7월 10일 - 전 구간 전압을 1,500V로 승압
- 1959년 10월 9일부터 12월 1일까지 - 1372mm 궤간을 1435mm(표준궤)로 변경
- 1960년 12월 4일 - 도영 지하철 아사쿠사 선이 개업, 직결 운행 시작
- 1973년 12월 30일 - 스카이라이너 운행 시작
- 1978년 5월 21일 - 게이세이나리타 역 ~ 나리타 공항역 (현재의 히가시나리타 역) 구간 개업
- 1991년 3월 19일 - 게이세이나리타 역 ~ 나리타 공항역 구간 개업, 이전의 나리타 공항역은 히가시나리타 역으로 명칭 변경
- 1991년 3월 31일 - 호쿠소 개발철도 (현재의 호쿠소 철도)가 게이세이타카사고 역까지 개업, 직결 운행 시작
- 1992년 4월 1일 - 지바 급행 전철(현재의 지하라 선) 개업, 직결 운행 시작
- 1998년 10월 1일 - 지바 급행 전철을 양도받음. 양도 받은 구간은 지하라 선으로 명칭 변경
- 2002년 10월 27일 - 시바야마 철도 개업, 직결 운행 시작
- 2006년 12월 10일 - 신케이세이 전철이 지바 선으로 직결 운행을 시작
- 2010년 7월 17일 - 나리타 공항선 개업
- 2013년 9월 17일 - 본사를 지바 현 이치카와 시로 이전, 업무 개시

## 철도 노선
| 노선 명칭                            | 구간                                                      | 영업 거리(km) |
| ------------------------------------ | --------------------------------------------------------- | ------------- |
| 본선                                 | 게이세이 우에노 역 ~ 게이세이 쓰다누마 역 ~ 나리타 공항역 | 69.3          |
| 히가시나리타 선                      | 게이세이 나리타 역 ~ 히가시나리타 역                      | 7.1           |
| 오시아게 선                          | 오시아게 역 ~ 아오토 역                                   | 5.7           |
| 가나마치 선                          | 게이세이 다카사고 역 ~ 게이세이 가나마치 역               | 2.5           |
| 지바 선                              | 게이세이 쓰다누마 역 ~ 지바 중앙역                        | 12.9          |
| 지하라 선                            | 지바 중앙역 ~ 지하라다이 역                               | 10.9          |
| 나리타 공항선 (나리타 스카이 액세스) | 게이세이 다카사고 역 ~ 나리타유카와 역 ~ 나리타 공항역    | 51.4          |
| 마쓰도선                             | 마쓰도역 ~ 게이세이쓰다누마역                             | 26.5          |

## 차량
- AE형 (2대) (스카이라이너 전용) (2010년 ~ )
- AE100형 (시티라이너 전용)
- 3000형 (2대) (2003년 ~ )
- 3050형 (2010년 ~ )
- 3400형 (1993년 ~ )
- 3500형 (1972년 ~ )
- 3600형 (1982년 ~ )
- 3700형 (1991년 ~ )

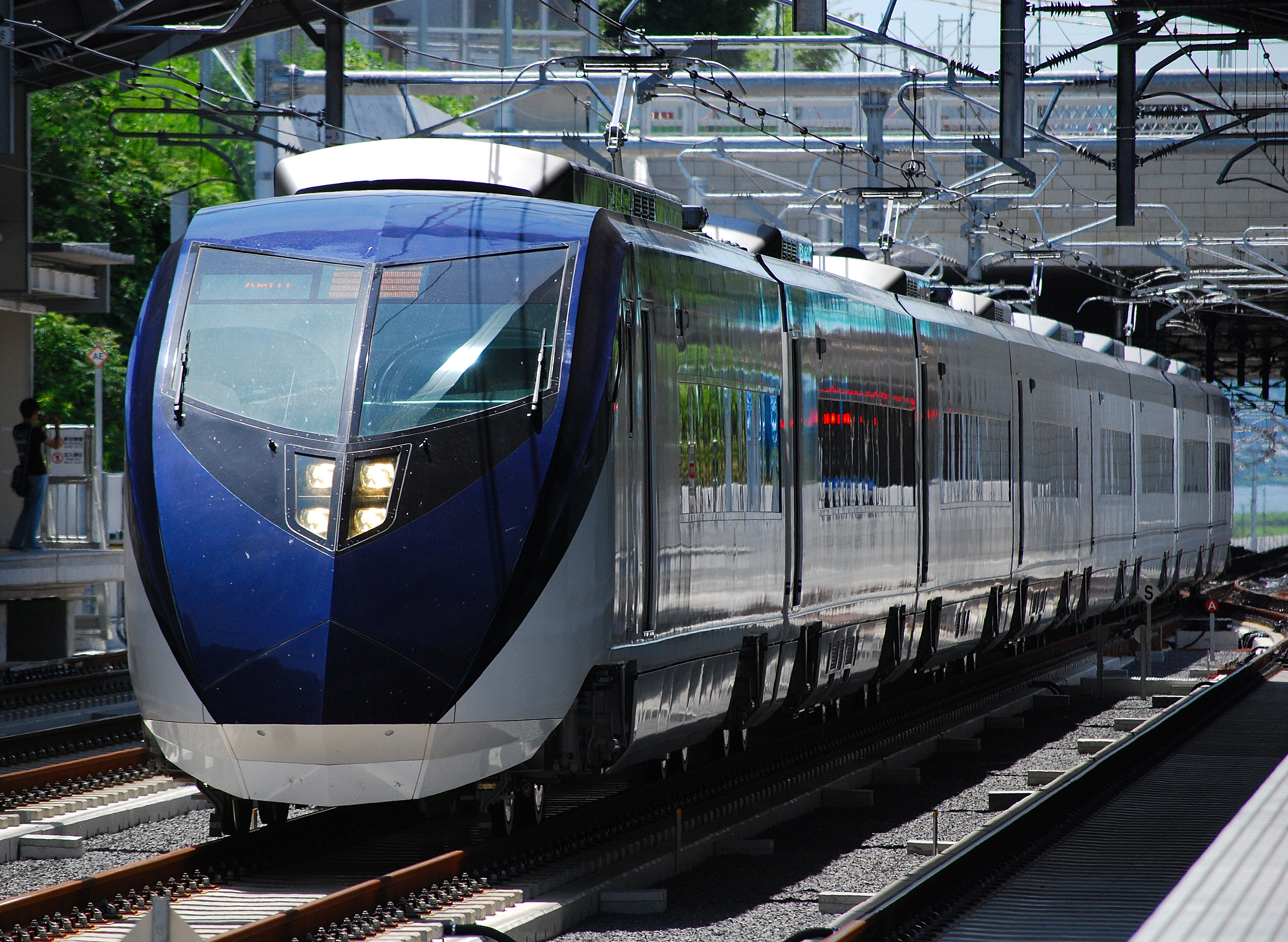
AE형
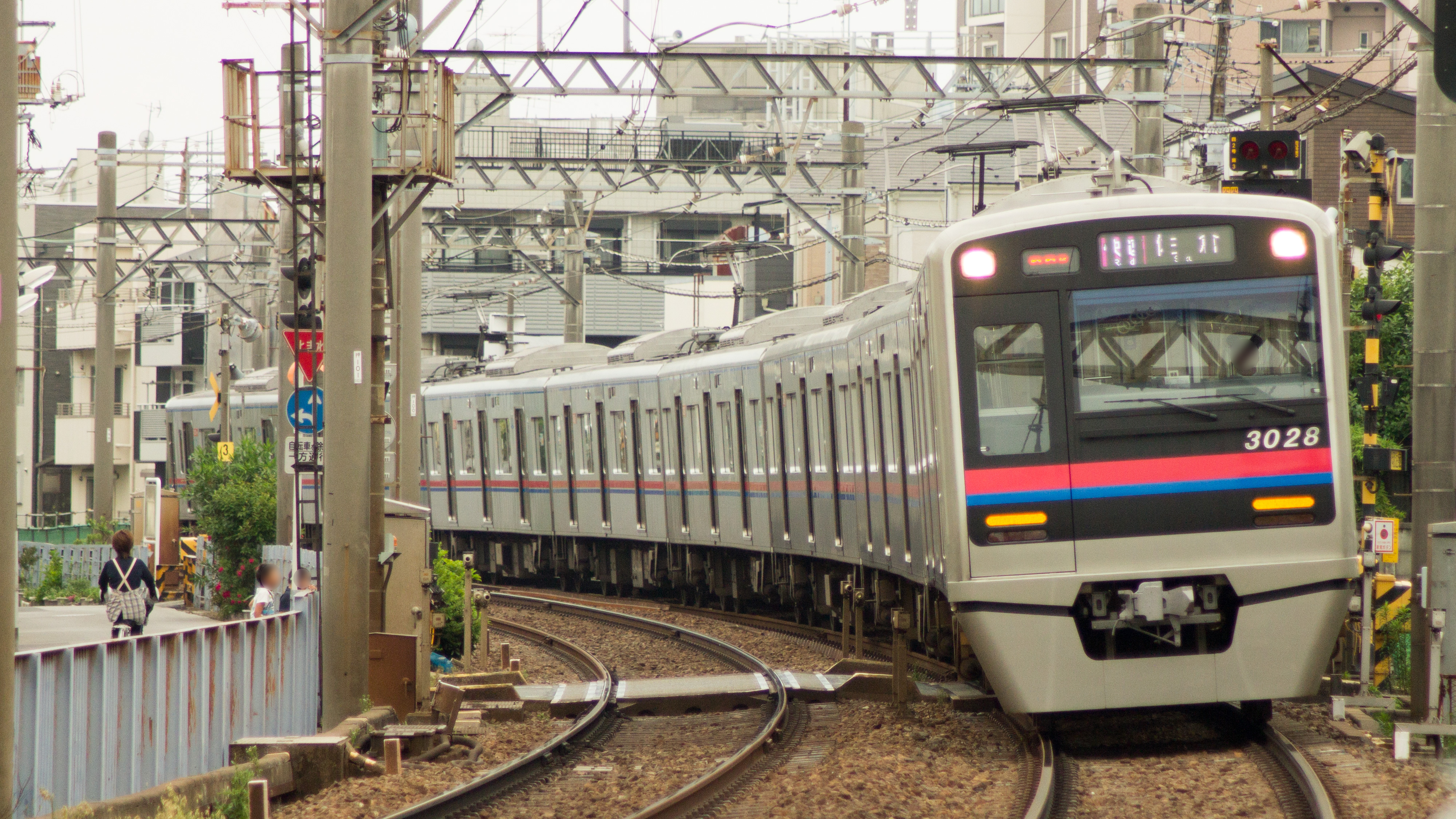
3000형
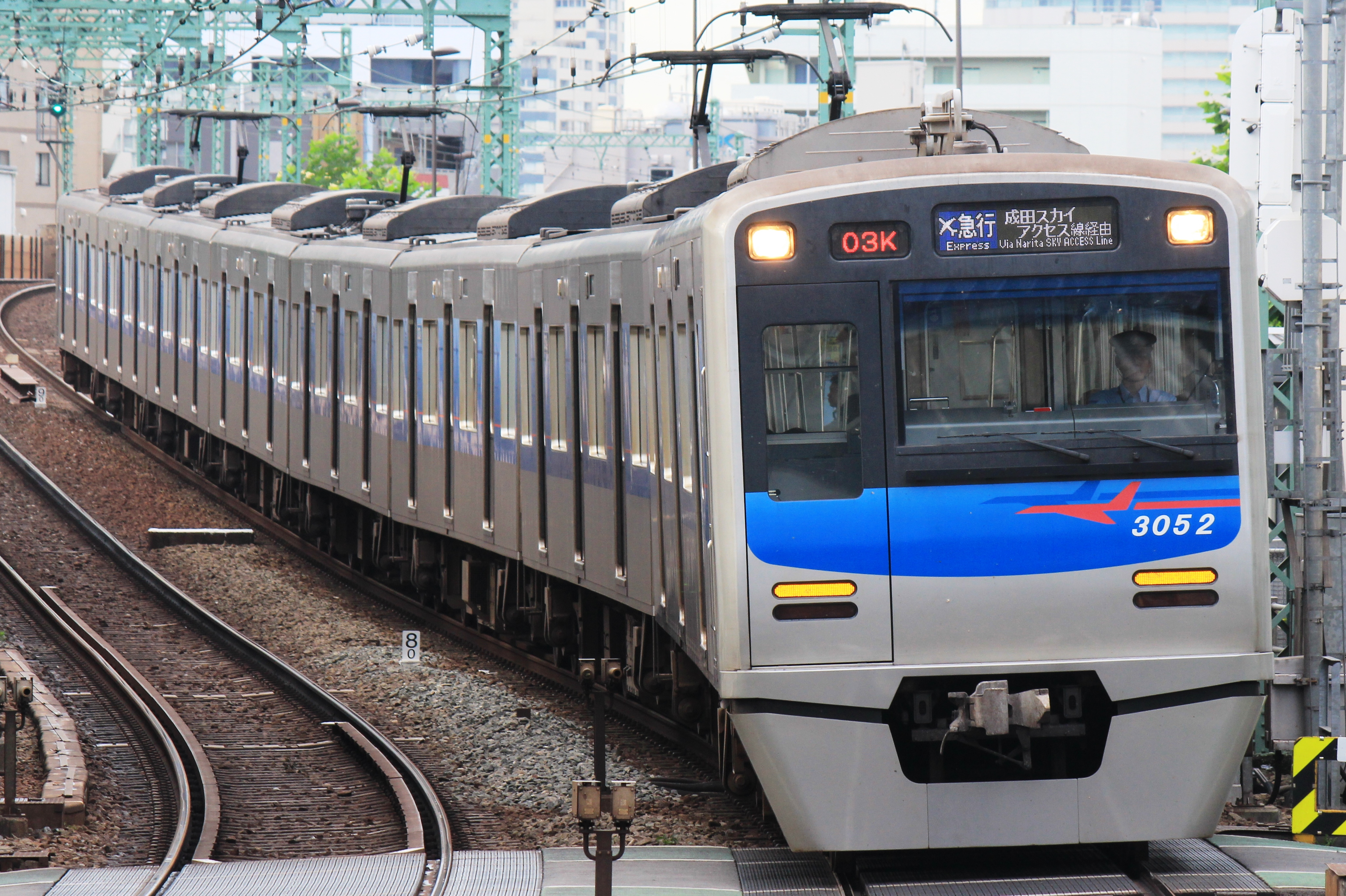
3000형
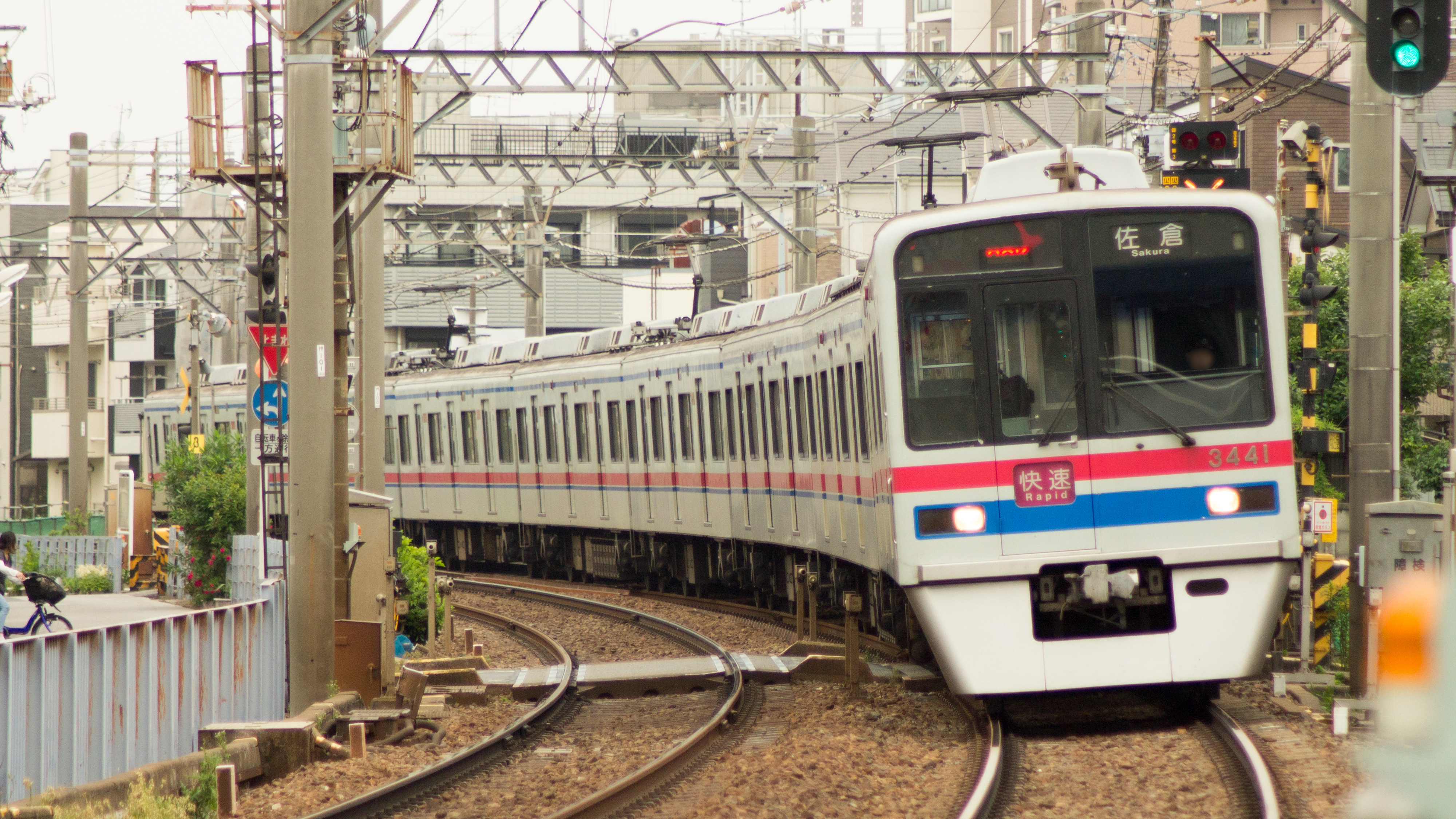
3400형
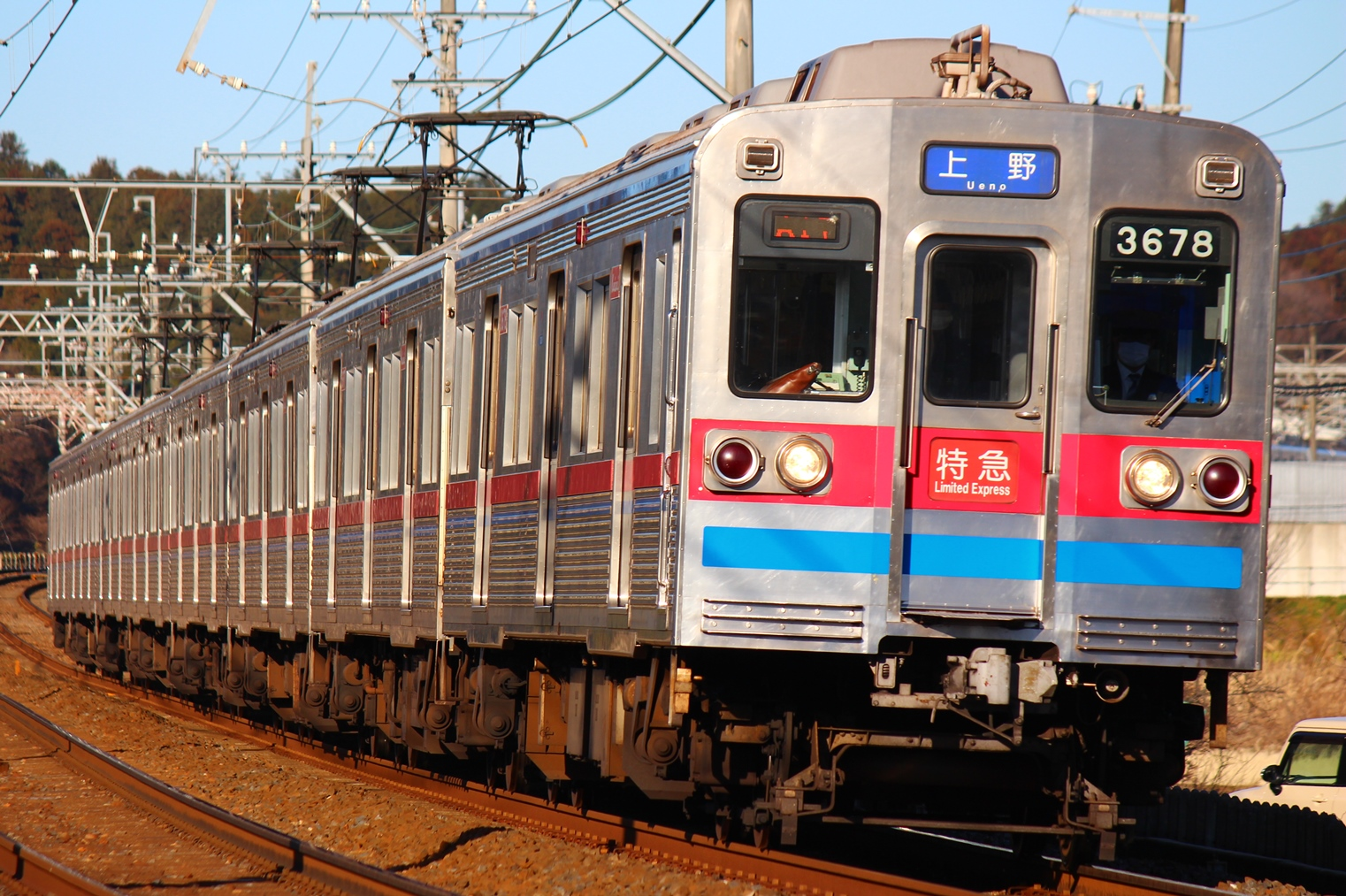
3600형
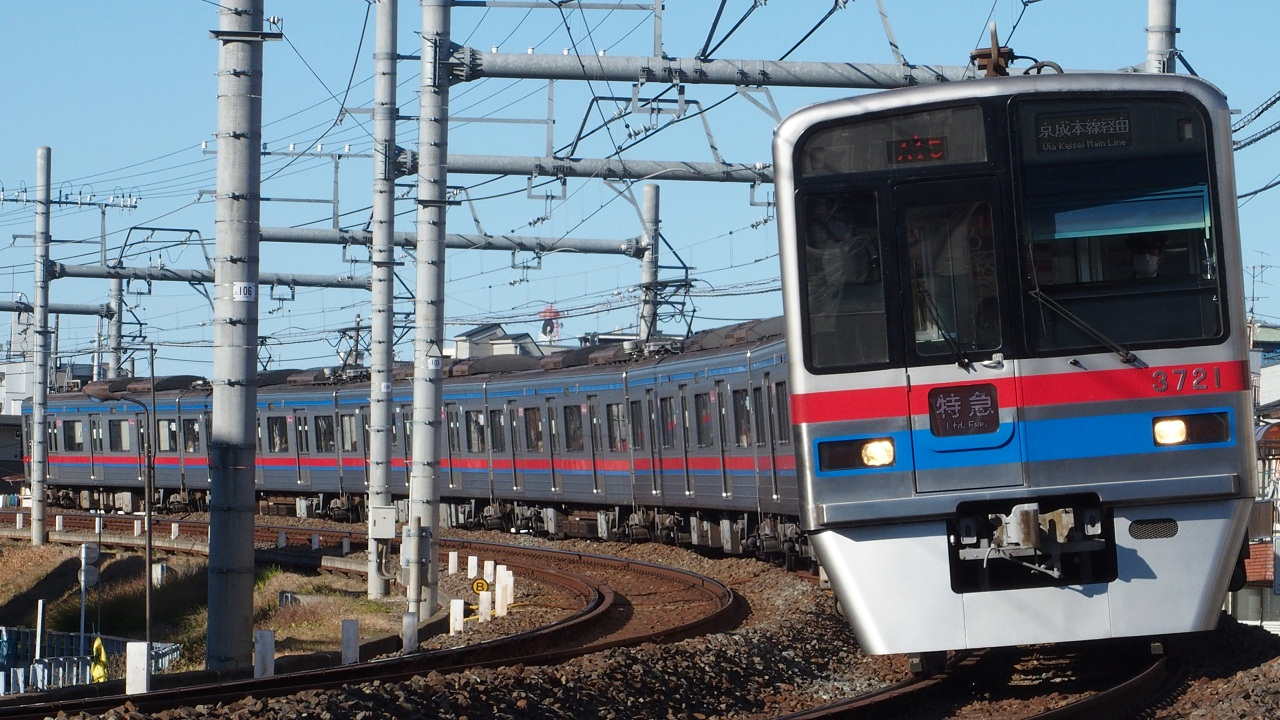
3700형

### 옛날 차량
- AE형(스카이라이너 전용, 1973년 ~ 1993년)
- 3000형(1958년 ~ 1991년)
- 3200형(1964년 ~ 2007년)
- 3300형 (1968년 ~ 2015년)

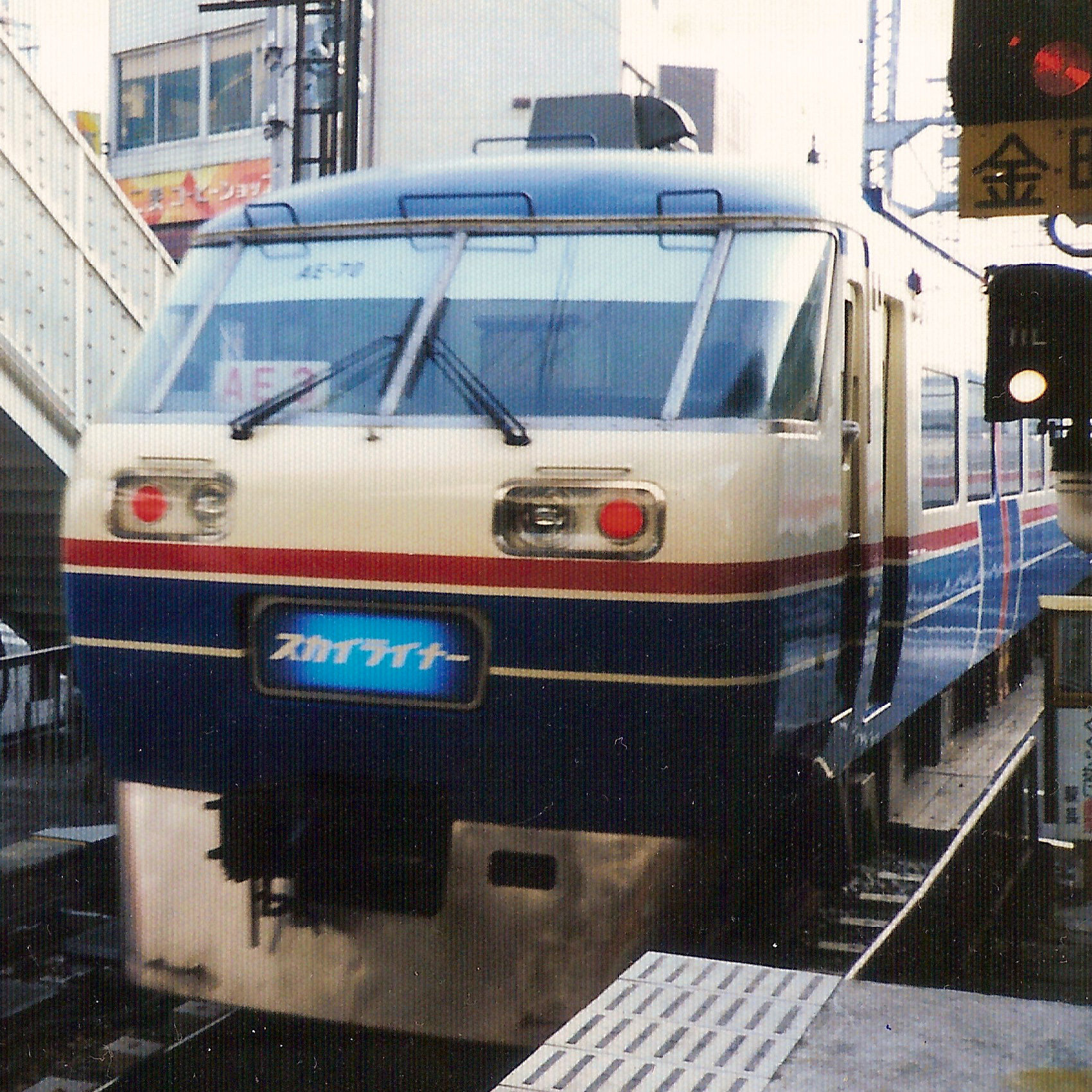
AE형
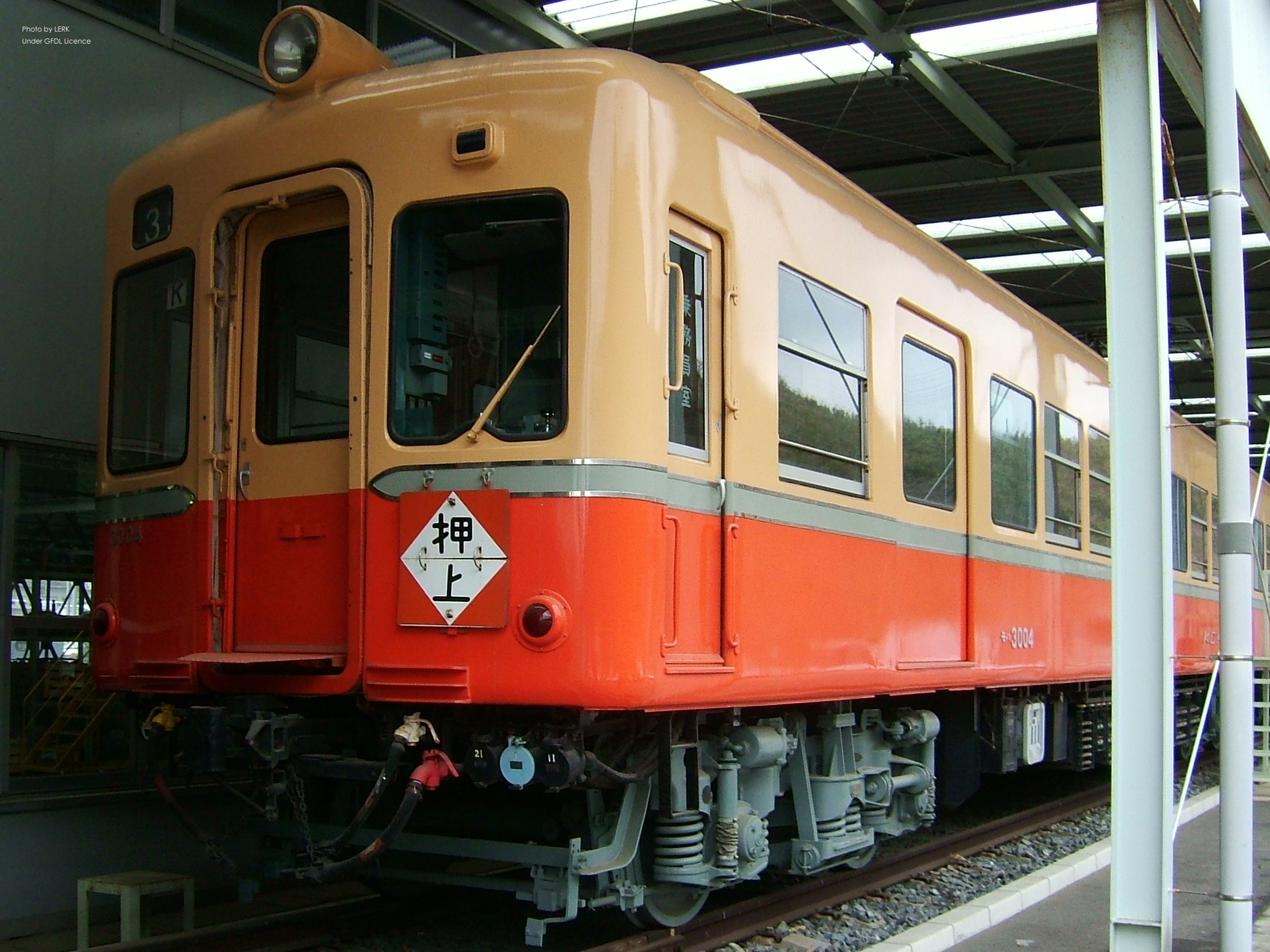
3000형

## 직결 운행
게이세이 전철은 아래에 서술한 노선과 직결 운행을 한다.
- 오시아게 역
  - 도영 지하철 아사쿠사 선
- 센가쿠지 역 (도영 지하철 아사쿠사 선)
  - 게이힌 급행 전철 본선, 공항선, 구리하마 선
- 게이세이타카사고 역
  - 호쿠소 철도 호쿠소 선
- 히가시나리타 역
  - 시바야마 철도 시바야마 철도선

지바 선으로는 신케이세이 전철 신케이세이 선에서부터 직결 운행을 실시하나 신케이세이 전철소속 전동차만이 지바 선으로 들어간다. 게이세이 전철에 소속 전동차는 신케이세이 선으로 들어가지 않는다.

## 같이 보기
- 도쿄 디즈니랜드